# 北方民族大学
北方民族大学，原名西北第二民族学院，是位于中华人民共和国宁夏回族自治区首府银川市的一所中央部属普通高等学校，是国家民族事务委员会直属、教育部和宁夏回族自治区三方共建的高等学校，中国唯一建立在少数民族自治区的部属综合性民族高校。

## 校史
- 1984年，西北第二民族学院建立。
- 2000年，通过教育部本科教学工作合格评估。
- 2002年12月20日，中国科学院与国家民委签署了共建中央民族大学、中南民族大学、西北民族大学、西南民族大学、北方民族大学和大连民族学院6所国家民委直属院校的共建协议。
- 2004年，国家民委与宁夏回族自治区政府签署共建协议。
- 2006年2月，教育部批准在原西北第二民族学院的基础上筹建北方民族大学，筹建期限为两年。[4]
- 2007年，顺利通过了教育部本科教学工作水平评估，获得“优秀”等级。[5]
- 2008年，经教育部组织评审，学校正式更名为北方民族大学（North Minzu University）。[6]
- 2014年9月，北方民族大学30周年校庆。[7]
- 2015年10月，国家民委和教育部决定共建北方民族大学。[8]

## 院系设置
- 经济学院
- 法学院
- 马克思主义学院
- 体育学院
- 文学与新闻传播学院
- 外国语学院
- 数学与信息科学学院
- 机电工程学院
- 材料科学与工程学院
- 电气信息工程学院
- 计算机科学与工程学院
- 土木工程学院
- 化学与化学工程学院
- 生物科学与工程学院
- 医学影像技术系
- 商学院
- 管理学院
- 音乐舞蹈学院
- 设计艺术学院
- 民族学学院[9]

## 学科建设
截至2020年，现有文学、理学、工学、法学、历史学、管理学、经济学、艺术学、教育学、医学10个学科门类的72个本科专业；民族学等10个一级学科硕士学位点； MPA等9个专业硕士学位点；民族学为一级学科博士学位授权点；中国少数民族史等16个省部级重点学科；材料科学与工程等4个国家级特色专业；汉语言文学等9个省部级优势特色专业；法学等4个省部级重点建设专业；自动化等7个省部级“十三五”重点建设专业（群）； 材料科学为国家级实验教学示范中心，化工技术基础等8个省部级实验教学示范中心。

## 教学建设

### 教学成果
学校建有1个国家级实验教学示范中心，7个实验中心为省部级实验教学示范中心，1个全国教育科普基地，有4个国家级特色专业建设点，9个自治区级特色专业建设点，30门自治区级精品课程，3个自治区级人才培养模式创新实验区，8个自治区级教学团队；
学校先后获国家教学成果二等奖1项，自治区级教学成果奖15项。
国家级实验教学示范中心：材料科学实验教学中心
国家特色专业建设点：信息与计算科学专业、国际经济与贸易、材料科学与工程、生物工程
全国高校特色专业建设点：材料科学与工程、生物工程、国际经济与贸易
省部级实验教学示范中心：化工技术基础实验教学中心、经济管理综合实验教学中心、电工电子实验教学中心、生物科学实验教学中心、基础物理实验教学中心、材料科学实验教学中心、计算机科学与技术实验教学中心
全国教育科普基地：化工及机械基础科普基地
自治区级精品课程：数据库系统原理、初级会计学、经济法、高等数学、声乐表演、标志设计、合唱与指挥基础、保险学、思想道德修养与法律基础、工程力学、基础生物化学、古代文学、旅游学概论、商法学、电路、微机原理与接口技术、离散数学、运筹学、证券投资学、民法学、中国北方民族史、民族理论与民族政策、单片机原理及应用、综合英语Ⅴ、Ⅵ、Java语言程序设计、数学建模、工业微生物学、工科基础化学等
自治区级教学团队：材料科学实验教学团队、会计学教学团队、金融学教学团队、计算机专业基础教学团队、数学类专业基础课教学团队、材料实验教学团队等

### 对外交流
合肥工业大学为国家民委和教育部指定的对口支援高校；学校同时还与北京大学、西安交通大学、北京科技大学、兰州大学等多所国内高校、科研机构、地方政府、行业企业开展交流合作并保持着良好的合作关系。学校于2014年成立了国际教育学院，2015年加入丝绸之路大学联盟，2017年获批3个教育部国别和区域研究中心。通过举办中亚国家青年汉语培训班、宁夏国际友城青年汉语培训班，招收和培养汉语进修、学历教育、项目培训留学生。加强国际教育，目前有国际留学生82人；学校先后与美国、法国、马来西亚等28个国家和地区的60多所高校、机构签署了合作协议。

## 学术研究

### 研究机构
截至2020年，学校承担省级以上科研项目546项，在粉体材料与特种陶瓷研究、工业废弃物循环再利用、葡萄种植与葡萄酒酿造技术、北方语言研究、生态移民及精准扶贫等方面形成了一定的特色和优势。学校建设了发酵酿造工程生物技术重点开放实验室等6个省部级重点实验室、1个国家和地方联合工程研究中心、1个示范型国家国际科技合作基地、1个全国科普教育基地、3个国家民委人文社科研究基地、 1个自治区级技术创新中心、3个自治区高等学校科技创新平台。

### 科研成果
学校承担各级各类科研项目1090余项，其中国家“863计划”、国家科技支撑计划项目、国家自然科学基金项目、国家社会科学基金项目等国家级项目98项，省部级项目336项。
获国家科技进步二等奖1项，中国民间文艺山花奖民间文艺学术著作奖1项，省部级奖励174项，取得专利25项，实现科技成果转让3项。

## 学术资源
北方民族大学拥有西北地区藏书量最大的图书馆。截至2013年12月11日，馆藏纸质文献总量133.4万册，馆藏电子文献总量117万册。
馆藏纸质文献中包含了历年累计入库的过刊合订本和购入的晚清、民国年间的期刊、报刊影印本2万多册。2013年订阅中文期刊1810种，外文期刊107种，报纸96种。
数字文献资源：与宁夏高校共建共享了中国知识资源总库——CNKI系列数据库及Springer（斯普林格）外文期刊全文数据库，另外还购置了万方数据资源、读秀学术搜索、超星名师讲坛、方正Apabi（阿帕比）教学参考书、人大《复印报刊资料》数据库等教学和科研所需的多种电子资源 。

## 排名与声誉
北方民族大学在2021校友会中国大学排名中排行第233名。
北方民族大学在2021年校友会宁夏高等院校，研究类专业大学排名中排行第1名。